# Erstwhile Records
Erstwhile Records est un label indépendant consacré à l'improvisation libre, particulièrement dans le domaine de la musique électroacoustique improvisée, fondé par Jon Abbey en 1999, et très marqué par la forte personnalité et les goûts de ce dernier.
Des artistes caractéristiques du label sont par exemple le guitariste Keith Rowe, le percussionniste Günter Müller, le guitariste/"turnabliste" Yoshihide Ōtomo, le groupe expérimental Voice Crack, Jason Lescalleet, le guitariste/compositeur Fennesz, le guitariste Burkhard Stangl et le joueur de synthétiseur Thomas Lehn.
Le label organise également le Amplify Festival, une série annuelle de concerts d'improvisation libre, dont il édite des enregistrements sous forme de coffrets.